# Toghrul II
Toghrul II , Tuğrul ou Tugril, fils du sultan seldjoukide Muhammad Ier. Il est placé sur le trône par son oncle Ahmad Sanjar après la déposition de ses frères Mas'ud et Daoud en 1132 et gouverne l'Azerbaïdjan. En janvier 1133, Mas'ud se fait reconnaître sultan par le calife abbasside. Toghrul lui fait la guerre mais est battu en mai de la même année. Il meurt en octobre-novembre 1134.
Sa veuve Mumina Khatoun épouse Eldiguz qui gouvernera de facto pour le compte du fils de Toghrul II:  Mu'izz ad-Din Arslan II